# Margaret Barnes
Margaret Barnes, känd som Long Meg of Westminster, död efter 1553, var en engelsk värdshusvärd. Hon är en historisk person, men föremål för en legendflora och mängder med obekräftade historier. 
Margaret Barnes var född i Lancashire men bosatte sig tidigt i London. Hon ska ha följt med den engelska armén som tvätterska under Henrik VIII:s expedition till Boulogne. Hon påstås också ha visat stort mod på slagfältet under expeditionen 1543-44.  Vid sin återkomst till London 1544 gifte hon sig med en soldat och öppnade en framgångsrik och välkänd soldatkrog i Islington. Hon beskrivs som en ovanligt lång och stark kvinna, som införde stränga regler mot alla former av dåligt beteende på sin krog, av vilket straffet mot slagsmål var att genast lämna krogen och göra upp med henne utanför. 
Hon avled under drottning Marias regeringstid. 